# Chrysolina deubeli
Chrysolina deubeli (лат.) — вид травяных листоедов подсемейства хризомелин, семейства листоедов, описанный в 1897 году Людвигом Ганглбауэром. Единственный вид из подрода Timarchida. Эндемик Румынии.

## Описание
Темно-бронзовые жуки длиной тела 6—7,5 мм. Усики, ротовые органы и ноги коричнево-красные. Крылья редуцированы. Эпиплевры (бока надкрылий) без щетинок.